# Sân bay quốc tế Chính Định Thạch Gia Trang
Sân bay quốc tế Chính Định Thạch Gia Trang (IATA: SJW, ICAO: ZBSJ) là một sân bay ở Thạch Gia Trang, thủ phủ của tỉnh Hà Bắc, Trung Quốc. Đây là sân bay trung tâm của hãng hàng không dân dụng Hebei Airlines và cũng là sân bay lớn của China Eastern Airlines và Spring Airlines. Nó cũng là sân bay duy nhất ở Trung Quốc Antonov An-225 có thể hoạt động . Sân bay Chính Định Thạch Gia Trang được mở cửa vào năm 1995 và chính thức trở thành sân bay quốc tế vào tháng 7 năm 2008.

## Các hãng hàng không và các điểm đến
In đậm là các chuyến bay quốc tế (tính cả Hong Kong).
| Hãng hàng không         | Các điểm đến |
| ----------------------- | --- |
| China Eastern Airlines  | Trường Sa, Changcun, Thành Đô, Trùng Khánh, Quảng Châu, Hải Khẩu, Hàng Châu, Hohhot, Hong Kong, Lan Châu, Nam Kinh, Qinghuangdao, Seoul-Incheon, Thượng Hải-Hồng Kiều, Thẩm Dương, Vũ Hán, Vô Tích |
| China Southern Airlines | Bao Đầu, Đại Liên, Quảng Châu, Cáp Nhĩ Tân, Thâm Quyến, Urumqi, Tây An |
| Hainan Airlines         | Quảng Châu, Tây An |
| Hong Kong Airlines      | Hong Kong |
| Kunpeng Airlines        | Thẩm Dương, Tây An |
| Shanghai Airlines       | Thượng Hải-Hồng Kiều |
| Shenzhen Airlines       | Qinghuangdao, Thâm Quyến |
| Sichuan Airlines        | Trường Xuân, Thành Đô, Trùng Khánh, Erdős |
| United Eagle Airlines   | Thành Đô, Đại Liên |
| Xiamen Airlines         | Phúc Châu, Hàng Châu, Nam Kinh, Hạ Môn |